# Novohortîțea, Sofiivka
Novohortîțea (în ucraineană Новохортиця) este un sat în comuna Kameanka din raionul Sofiivka, regiunea Dnipropetrovsk, Ucraina.

## Demografie
Componența lingvistică a localității Novohortîțea
     Ucraineană (93,81%)
     Rusă (6,19%)
Conform recensământului din 2001, majoritatea populației localității Novohortîțea era vorbitoare de ucraineană (93,81%), existând în minoritate și vorbitori de rusă (6,19%).